# Stadel, Zürich
Stadel, även benämnt Stadel bei Niederglatt, är en ort och kommun i distriktet Dielsdorf i kantonen Zürich, Schweiz. Kommunen har 2 357 invånare (2023).
I kommunen finns även orterna Windlach, Raat och Schüpfheim.